# 人と防災未来センター

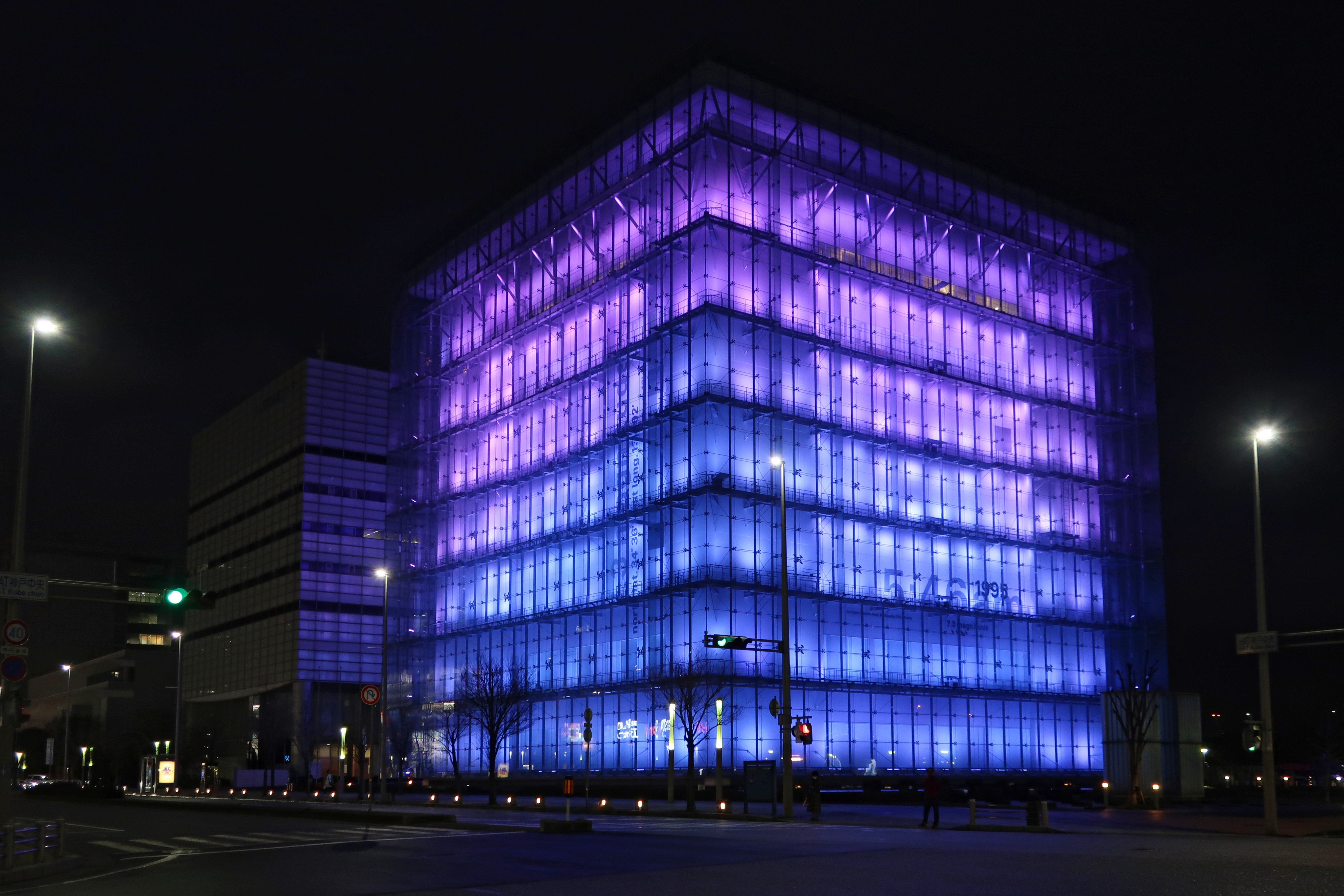
夜の西館

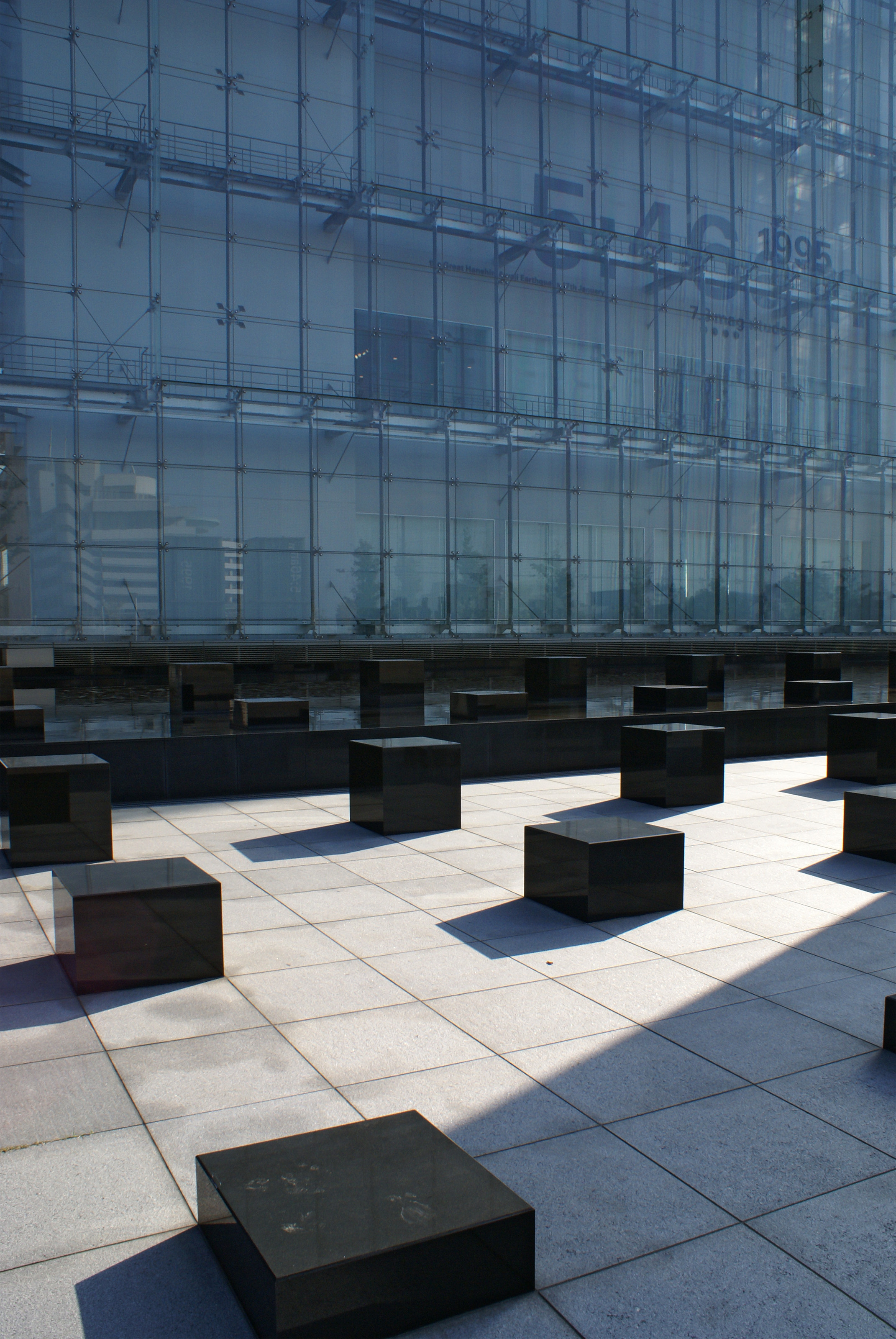
西館

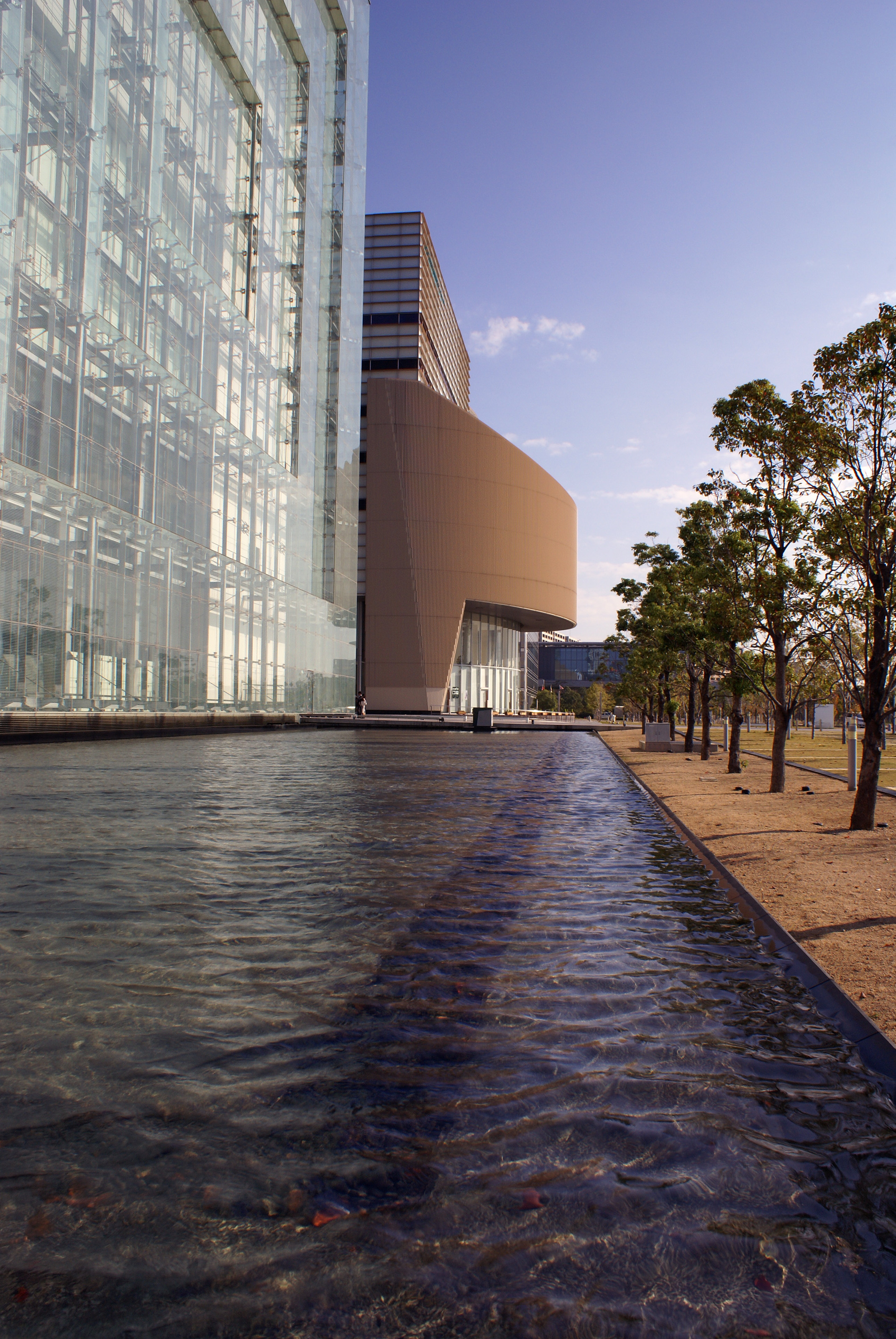
西館（手前）と東館（奥）

阪神・淡路大震災記念 人と防災未来センター（はんしん・あわじだいしんさいきねん ひととぼうさいみらいセンター）は、防災・減災の世界的拠点となることを目的に創設された機関。施設は兵庫県神戸市中央区のHAT神戸にある。

## 概要
阪神・淡路大震災から得た貴重な教訓を世界共有の財産として後世に継承し、国内外の地震災害による被害軽減に貢献すること、および生命の尊さ共生の大切さを世界に発信することを目的に設立された。 
センターには調査研究機関が置かれ、助教・准教授相当の研究員（常勤）と、大学教授クラスの上級研究員（非常勤）が所属しており、 「スーパー広域震災時の大都市間連携情報の高度化」や「大都市大震災における復興政策総合評価システムの構築」などの研究プロジェクトを立ち上げている。 災害発生時には、内閣府や兵庫県とともに被災自治体支援を行い、関係機関に適切な情報提供を行うことで、被災地の被害軽減と復旧・復興に貢献している。また、震災などの大規模災害および防災に関する資料の収集・蓄積・体系化・データベース化を継続して行うと同時に、自治体首長向けのトップフォーラムや、エキスパート研修など災害対応専門研修を実施している。アジア防災センターなどの国際研究機関を集約することなどを通して、国際防災・人道支援協議会（DRA）を組織するなど、国際的な防災・人道支援の拠点形成を図っている。
館内に展示されている阪神・淡路大震災の被災道路構造物は、2018年に「阪神・淡路大震災による被災構造物群」の一部として土木学会選奨土木遺産に選ばれる
震災追体験フロア（1.17シアター）では、地震で破壊される町や鉄道・高速道路を詳細な再現映像で復元する「5:46の衝撃」を放映している。ただ、あまりにリアルな再現映像であるため、小さい子供や妊婦、被災体験がある人などは映像をパスすることもできる案内がなされている。
学校の修学旅行や、自治会・町内会等の研修にも使用されることがある。公式ホームページで実際に利用した人の声を公開している。
兵庫県博物館協会加盟館。ひょうごっ子ココロンカードの対象施設になっている。

## 歴史
- 2002年4月 - 人と防災未来センター第1期工事が完了し、「防災未来館」（現在の西館）が開館。[5][6]
- 2003年4月 - 人と防災未来センター第2期工事が完了し、「ひと未来館」（現在の東館）が開館。
- 2009年3月 - 「ひと未来館」を入場者数低迷のため閉館。
- 2010年1月 - 旧「防災未来館」を「西館」、旧「ひと未来館」を「東館」とし、一体的な運営を開始。

## 主な施設
- ガイダンスルーム
- 震災追体験フロア
- 震災の記憶フロア
- 防災・減災体験フロア
- 水と減災について学ぶフロア
- こころのシアター
- 共同研究室、研究室
- プレゼンテーション室
- セミナー室
- カレッジ講義室
- 交流サロン
- 資料室

## 主な入居機関
- 国際防災復興協力機構（IRP）
- 国際連合国際防災戦略事務局　駐日事務所
- 国際連合人道問題調整事務所アジアユニット
- アジア防災センター
- アジア太平洋地球変動研究ネットワークセンター
- 財団法人国際エメックスセンター
- 財団法人地球環境戦略研究機関関西研究センター
- ひょうご震災記念21世紀研究機構
- 兵庫県立大学大学院減災復興政策研究科（兵庫県立大学神戸防災キャンパス）

## 交通アクセス
- 阪神本線「岩屋駅」徒歩6分
- JR神戸線（東海道本線）「灘駅」徒歩10分
- 神戸市バス・阪神バス　人と防災未来センターバス停すぐ

## 周辺情報
- 兵庫県立美術館
- 兵庫県立美術館 原田の森ギャラリー
- WHO健康開発総合研究センター（WHO神戸センター・WKC）
- 神戸市立王子動物園